# Eolomea
Pour plus de détails, voir Fiche technique et Distribution.
Eolomea est un film de science-fiction sorti en 1972, réalisé par Herrmann Zschoche d'après le roman homonyme d'Angel Wagenstein. Le film est une coproduction entre l'Allemagne de l'Est, la Bulgarie et l'Union soviétique.

## Synopsis
Huit vaisseaux disparaissent et le contact radio avec la station spatiale géante Margot est rompu. En conséquence, le professeur Maria Scholl, avec le Conseil suprême, décide d'un couvre-feu pour tous les autres vaisseaux volant dans l'espace. Néanmoins, un vaisseau spatial est autorisé à quitter la Terre. 
Cela entraîne une série d'événements : tout d'abord, un mystérieux message codé en morse arrive sur Terre depuis la constellation du Cygne, à plusieurs années-lumière de la Terre. Après décodage, il s'agit du terme « Eolomea », un mot qui semble désigner une planète. Avec le capitaine Daniel Lagny, un personnage excentrique et peu motivé, le professeur Maria Scholl se prépare à faire le voyage risqué vers la station spatiale Margot pour résoudre le mystère. Une fois sur place, elle découvre qu'une expédition secrète vers Eolomea de vaisseaux spatiaux volés a été planifiée contre la volonté du gouvernement.

## Fiche technique
- Titre original : Eolomea
- Réalisateur : Herrmann Zschoche
- Assistante à la réalisation : Eleonore Dressel
- Scénario : Angel Wagenstein, Willi Brückner, Herrmann Zschoche
- Photographie : Günter Jaeuthe (de)
- Montage : Helga Gentz
- Décors : Erich Krüllke, Werner Pieske
- Musique : Günther Fischer (de)
- Productrice : Dorothea Hildebrandt
- Société de production : Deutsche Film AG, Mosfilm, Kinotsentar Boïana
- Pays de production :  Allemagne de l'Est,  Union soviétique,  Bulgarie
- Langue de tournage : allemand
- Format : Couleur (ORWO-Color) - 2,20:1 - Son mono - 70 mm
- Durée : 82 minutes (1h22)
- Genre : Film de science-fiction
- Dates de sortie :
  - Allemagne de l'Est : 21 septembre 1972
  - Hongrie : 8 février 1973

## Distribution
- Cox Habbema : Pr Maria Scholl
- Ivan Andonov (bg) : Daniel Lagny
- Rolf Hoppe : Pr Olo Tal
- Vsevolod Sanaev : Kun, le pilote
- Petar Slabakov (bg) : Pierre Brodski
- Wolfgang Greese (de) : Le président du conseil
- Holger Mahlich (de) : Le navigateur
- Benjamin Besson : Capitaine Sima Kun
- Evelyn Opoczynski (de) : Une collègue de Scholl
- Heidemarie Schneider (de) : Une collègue de Sima Kun
- Arndt-Michael Schade (de) : Un technicien
- Harald Wandel (de) : Un technicien
- Jürgen Scharfenberg : Un technicien
- Herbert Dirmoser : Un membre du conseil
- Kurt Höhne : Un membre du conseil